# Chapelle Notre-Dame de Riantmont
Pour les articles homonymes, voir Chapelle Notre-Dame.
La chapelle Notre-Dame de Riantmont  (variantes orthographiques : Riamont, Rianmont ou encore Riant-Mont) est une chapelle rurale située sur le territoire de la commune de Vesancy dans l'Ain en France.

## Histoire
En 1854, Georges Chalandon, évêque de Belley demande qu'une statue de la Vierge soit érigée à Vesancy. L'abbé Hipollyte Monet, curé de la paroisse, la fait ériger au sommet d'une colline, au lieu-dit Riantmont. En 1868, le nouvel évêque de Belley, Pierre-Henri Gérault de Langalerie décide d'entreprendre la construction d'une chapelle sur le fronton de laquelle sera installée la statue. Le pape Pie IX fera du lieu le sanctuaire de protection du Pays de Gex. Depuis, la chapelle est un lieu de pèlerinage chaque lundi de Pentecôte,.